# Лукишкская тюрьма
Луки́шкская тюрьма́ (лит. Lukiškių tardymo izoliatorius kalėjimas) — бывшая литовская тюрьма в центре Вильнюса. Находится в районе Лукишки по адресу: переулок Лукишкю, 6 (Lukiškių skg. 6). Тюрьма была закрыта в 2019 году, с 2021 года открыта для экскурсионного посещения.

## История
Тюремный комплекс построен в 1901—1904 гг. Использовалась как место заключения политических оппонентов власти во время царской России, Польской Республики (1922—1939), немецкой оккупации (1941—1944) и СССР (1940—1941).
В современной Литве использовалась как следственный изолятор. Закрыта 2 июля 2019 года (присоединена к Вильнюсской исправительной колонии), следственный изолятор перенесён.
В 2019 году в тюрьме прошли съемки американского сериала «Очень странные дела». 

## Архитектура

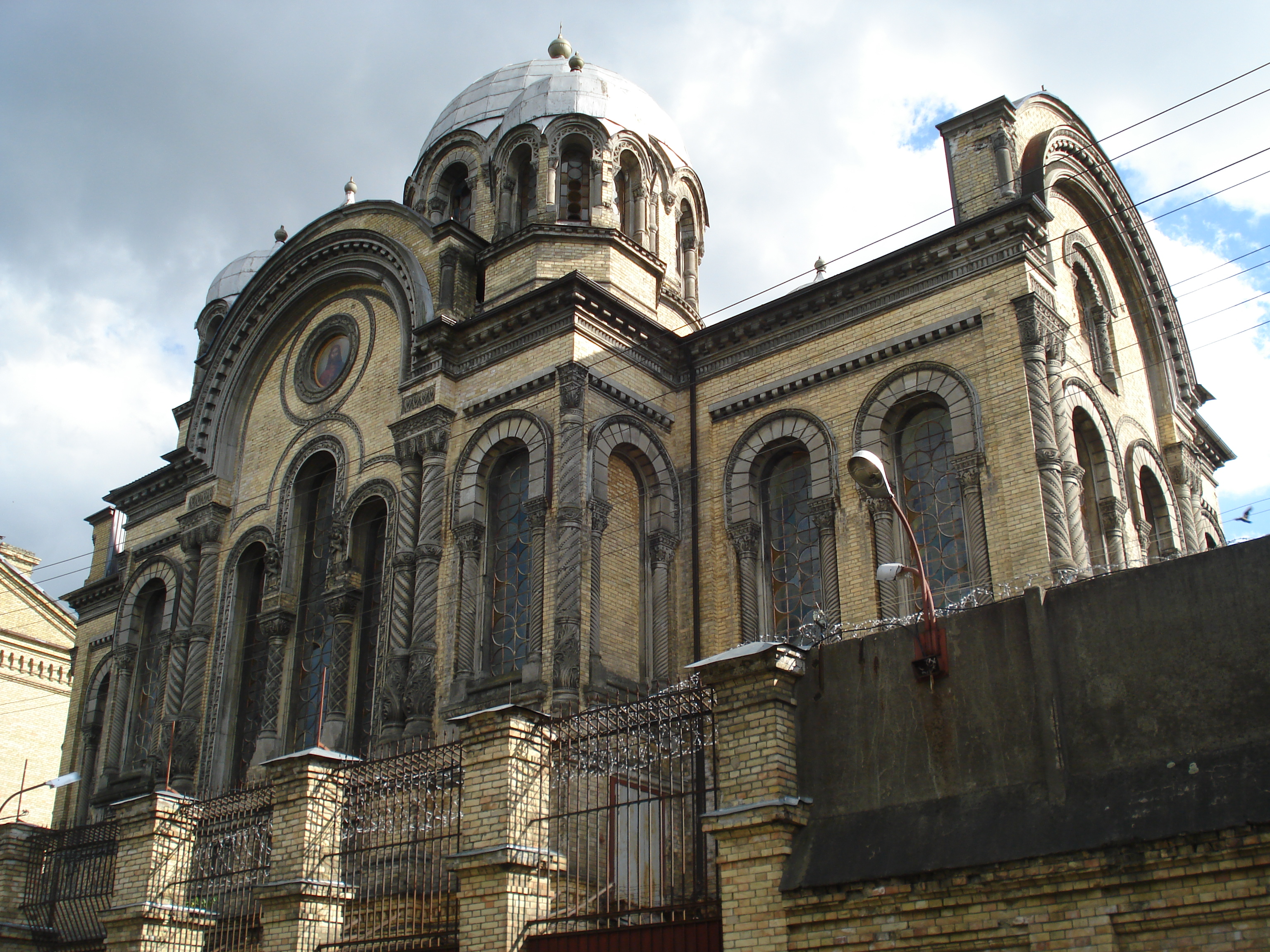
Тюремная церковь

На территории комплекса находятся шесть зданий — здания тюрьмы и тюремной больницы, промышленные и административные здания, церковь Николая Чудотворца, контрольно-пропускной пункт.
Лукишкская тюрьма в 1904 году имела собственный артезианский колодец, совершенную сеть водоснабжения и канализации, центральное отопление и систему вентиляции. Были построены тюремная кухня, пекарня, баня, прачечная, административный корпус. Тюрьма была рассчитана на содержание 700 осуждённых.
На трёх верхних этажах корпуса, где содержались заключённые, размещалась римско-католическая часовня. Имелись проекты возведения синагоги. В 1905 году была построена каменная православная церковь святого Николая Чудотворца.

## Современный статус
Тюремный комплекс общей площадью 19 160 м², состоящий из административного здания, церкви Святого Николая Чудотворца, производственного здания, двух тюремных зданий и кирпичной ограды, является объектом культурного наследия Литвы и охраняется государством; код в Регистре культурных ценностей Литовской Республики 26365. С 2021 года открыт для организованных экскурсий — как дневных, так и ночных.

## Известные заключённые

Максим Танк (Евгений Скурко) в Лукишкской тюрьме. 1932 год

- Андрей Волынец (1939)
- Менахем Бегин (1940)
- Миколас Бурокявичюс (1999—2006)
- Яков Выгодский (1941)
- Винцент Годлевский (1925)
- Максим Горецкий (1922)
- Борис Кит (1933)
- Михаил Машара (1928—1932)
- Федор Марков (1936—1939)
- Франтишек Олехнович (1914)
- Марьян Пецюкевич (1945)
- Евгений Скурко (1932, 1934)
- Григорий Ширма (1933)